# Philippe Léopold-Metzger
Pour les articles homonymes, voir Léopold et Metzger.
Philippe Léopold-Metzger (né en 1954 à New York) est un dirigeant d'entreprise franco-américain, administrateur-délégué de Piaget SA depuis décembre 1999.  

## Biographie
Philippe Léopold-Metzger est diplômé de l'EDHEC Business School (1977) et titulaire d'un MBA de la Kellog School of Business de Chicago.[réf. nécessaire]
En 1992, il entre chez Piaget SA. D'abord numéro 2 de la maison, il est plus particulièrement chargé des ventes, du développement et du marketing. Il met en place les premières boutiques de la maison. En 1996, il s’installe en Asie, comme directeur général de Cartier-Asie Pacifique, à la tête de cinq filiales clés pour le groupe.
Il est nommé à la tête de Piaget fin 1999.
Il préside aujourd'hui le Fonds de Dotation de l'EDHEC Business School.[réf. nécessaire]